# Jenišovický vrch
Jenišovický vrch (188 m n. m.) je kopec v okresu Mělník Středočeského kraje. Leží v katastrálním území Jenišovice u Mělníka asi 400 metrů jihovýchodně Jenišovic. Téměř pod vrchol kopce vede od jihozápadu polní cesta. Ta končí v lomu, který se zde rozkládá.

## Geomorfologické zařazení
Geomorfologicky vrch náleží do celku Středolabská tabule, podcelku Mělnická kotlina a okrsku Lužecká rovina. Podle podrobnějšího členění Balatky a Kalvody patří vrch do okrsku Lužecká kotlina a podokrsku Vraňanská kotlina.